# Rayah

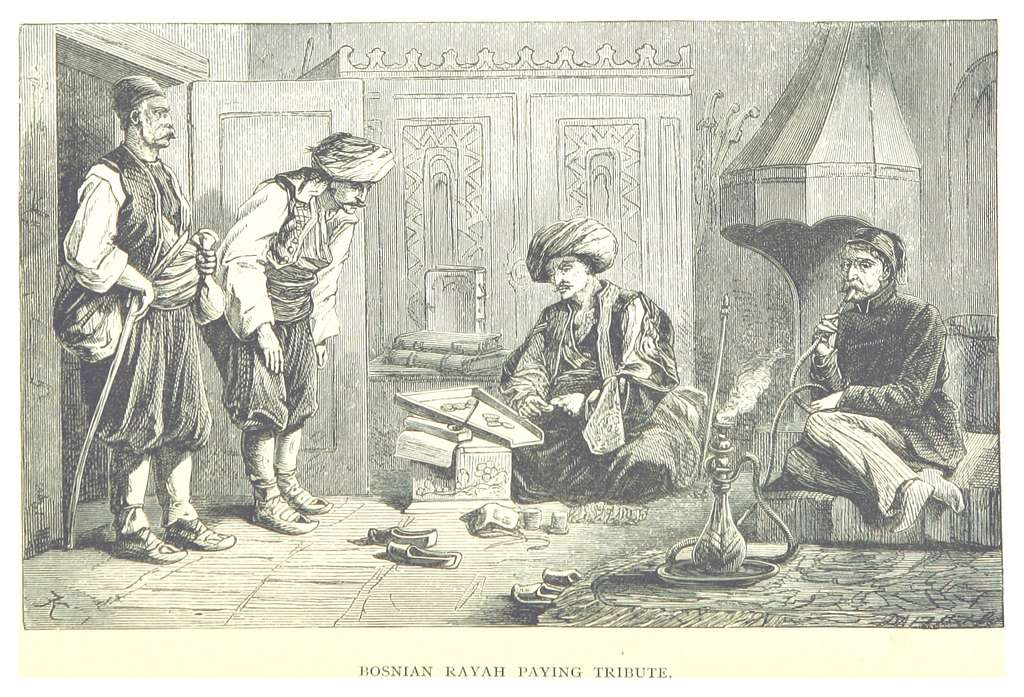
Un rayah bosniaco che paga il tributo (Mackenzie, 1877)

Rayah o Reaya (in arabo  رعايا‎? ra`aya, un plurale di (in arabo رعية‎? ra`iya "gregge, soggetto"), anche scritto come raya, raja, raiah, re'aya; turco ottomano رعايا [ɾeʔaːjeː]; râya turco moderno [ ɾaːja] o reaya) era un membro della classe inferiore della società ottomana tenuto a pagare le tasse, in contrasto con gli askeri (la classe superiore) e i kul (gli schiavi). I rayah costituivano oltre il 90% della popolazione generale e delle comunità del Millet. Nel mondo musulmano, il rayah è letteralmente il soggetto di un governo o di un sovrano. I rayah (letteralmente "membri del gregge") includevano cristiani, musulmani ed ebrei che erano "tosati" (cioè tassati) per sostenere lo stato e la classe associata "professionale ottomana".
Tuttavia, sia nell'uso del tempo che in quello moderno, il termine si riferisce a soggetti non musulmani in particolare, chiamati anche zimmi. La parola viene a volte tradotta erroneamente come "bestiame" piuttosto che "gregge" o "soggetti" per enfatizzare lo status inferiore del rayah.
Nel primo Impero Ottomano, i rayah non erano idonei per il servizio militare, ma dal tardo XVI secolo, i rayah musulmani divennero idonei, creando disagio fra i membri di alcune classi dirigenti.
Nella società curda i rayah erano contadini organizzati non appartenenti a una tribù, i quali erano tributari dei (semi) nomadi organizzati in Eşiret (tribù).